# Історіографічні дослідження в Україні
«Історіографічні дослідження в Україні»  ("Історіографічні дослідження в Українській РСР") – історіографічний неперіодичний збірник наукових праць. Видається з 1997 як продовження щорічника "Історіографічні дослідження в Українській РСР", що виходив протягом 1968–73 в Ін-ті історії АН УРСР (нині Інститут історії України НАН України) і був заснований за ініціативою Ф.Шевченка. 1-й та 2-й випуски "Історіографічних досліджень в Українській РСР" (Київ, 1968–69, тираж 850 та 600 прим.) опубл. за редакцією Ф.Шевченка, 3-й–5-й (Київ, 1970–72, тираж – 600, 800 та 1600 прим.) – І.Гуржія, 6-й (Київ, 1973, тираж 800 прим.) – П.Калениченка. Друкувалися розвідки та матеріали учених І.Гуржія, Я.Дзири, Я.Калакури, П.Калениченка, Л.Коваленко (див. Л.Коваленко-Маняк), Н.Комаренко, М.Котляра, Ю.Мицика, В.Панібудьласки, А.Санцевича, В.Сарбея, Г.Сергієнка, Ф.Шевченка та ін. Видавався обсягом від 14,5 до 19 друкованих аркушів. З 5-го випуску була впроваджена практика вилучення статей, зокрема, Ф.Шевченка, О.Апанович, Я.Дзири. Наклад 6-го випуску був майже повністю знищений за вказівкою кер-ва КПУ.
"І.д. в У." видаються у вигляді спец. випусків, присвячених відомим ученим, та збірників наукових праць: вип. 7 (Київ, 1997) – пам'яті чл.-кор. НАН України Ф.Шевченка (відп. ред. Ю.Пінчук); вип. 8 (Київ, 1998) – на пошану д-ра істор. н. Ю.Пінчука (відп. ред. О.Реєнт); вип. 9 (Київ, 1999) – пам'яті д-ра істор. н., проф. В.Сарбея (відп. ред. В.Смолій); вип. 10 (Київ, 2000; об'єднаний випуск з наук. збірником "Спеціальні історичні дисципліни: питання теорії та методики") – на пошану акад. НАН України В.Смолія (відп. редактори М.Дмитрієнко, Ю.Пінчук); вип. 11 (Київ, 2002) – на пошану д-ра істор. н. Р.Симоненка (відп. ред. Ю.Пінчук); вип. 12 (Київ, 2003) – "Визначні постаті української історіографії XIX–ХХ ст." (відп. ред. Ю.Пінчук); вип. 13 (Київ, 2003) – на пошану д-ра істор. н. П.Калениченка (відп. ред. Ю.Пінчук); вип. 14 (Київ, 2004) – збірник наук. праць з проблем біоісторіографії, проблемної, регіональної та інституціональної історіографії тощо (відп. ред. Ю.Пінчук); вип. 15 (Київ, 2005) – "Визначні постаті української історіографії XIX–XX ст." (відп. ред. Ю.Пінчук); вип. 16 (Київ, 2005) – "Михайло Максимович і українська історична наука: Матеріали круглого столу, проведеного в Інституті історії України НАН України 10 листопада 2004 р. з нагоди 200-річчя від дня народження М.О.Максимовича" (відп. ред. Ю.Пінчук). Від лютого 2003 "І.д. в У." зареєстровані в Держреєстрі як друкований засіб масової інформації. Видаються накладом від 100 до 300 прим. Друкуються розвідки з історії істор. науки, наук. т-в, інституцій та часописів, проблемної та регіональної історіографії, біоісторіографії, теорії та методології, суміжних галузей та дисциплін, а також статті, присвячені пам'яткам істор. думки, бібліографічні огляди та матеріали, рецензії. Статті та матеріали хронологічно охоплюють майже всі періоди укр. істор. думки.